# Winmarkt Râmnicu Vâlcea
Winmarkt Râmnicu Vâlcea este un centru comercial în Râmnicu Vâlcea, aflat vizavi de River Plaza Mall. Printre chiriasi centrului sunt un supermarket Carrefour Market, magazine ca H&M, kik, dm, Jolidon, un spațiu de joacă pentru copii și Game Land, spațiu cu jocuri arcade, biliard, darts, fotbal de masă și ping-pong.